# Vinzenz von Kielcza
Vinzenz von Kielcza (auch Wincenty z Kielczy; * um 1200 in Kielcza oder Kielce; † nach 1262 wahrscheinlich in Krakau) war ein Kanoniker, Dominikaner, Poet und Komponist im Königreich Polen.
Vinzenz wurde um 1200 in Kielcza oder Kielce geboren. Er war mit den Odrowąż verbunden, möglicherweise entstammte er selbst dem Adelsgeschlecht. Sein Mentor war der Krakauer Bischof Iwo Odrowąż, dessen Kaplan er ab 1217 war. Von 1227 bis 1235 war Vinzenz Kanoniker in Krakau. 1237 holte er die sterblichen Überreste des Bischofs Iwo Odrowąż von Modena nach Krakau. Danach trat er in den Dominikanerorden in Krakau ein. Von 1258 bis 1260 war er Oberer des Dominikanerklosters in Ratibor.
Er dichtete und schrieb auf Latein. Unter anderem gehen eine kürzere und eine längere Vita des Heiligen Stanislaus auf ihn zurück. Diese diente zur Kanonisierung Stanislaus’, welche 1257 erfolgte. Möglicherweise schrieb Vinzenz auch die Chronik von Wincenty Kadłubek fort. Diese ist jedoch nicht erhalten.
Er komponierte religiöse Stücke. Sein bekanntestes Werk ist das Lied Gaude Mater Polonia, das im Hochmittelalter als Hymne Polens galt.